# Benjamín Kuscevic
Benjamín Kuscevic Jaramillo (ur. 2 maja 1996 w Santiago) – chilijski piłkarz pochodzenia chorwackiego występujący na pozycji środkowego obrońcy, reprezentant Chile, od 2024 roku zawodnik brazylijskiej Fortalezy.